# Made in Twenty (20)
Albums de BoA
Outgrow
(2006) The Face
(2008)
Singles
Made in Twenty (20) est le 5e album studio de la chanteuse sud-coréenne BoA. Il atteint la 1re place du classement de l'Oricon et reste classé 24 semaines pour un total de 348 093 exemplaires vendus.

## Liste des titres
| 1.  | Lady Galaxy                                                      | 3:26 |
| 2.  | Nanairo no Ashita ~Brand new beat~ (七色の明日 ~Brand new beat~) | 4:33 |
| 3.  | Winter Love                                                      | 5:44 |
| 4.  | Still                                                            | 4:49 |
| 5.  | So Real                                                          | 3:17 |
| 6.  | Key of Heart                                                     | 5:02 |
| 7.  | Our Love ~To My Parents~                                         | 4:42 |
| 8.  | No More Make Me Sick                                             | 3:53 |
| 9.  | Revolution-CODE:1986-1105 Feat. RAH-D (3:54)                     |      |
| 10. | Your Color                                                       | 4:57 |
| 11. | Prayer                                                           | 3:30 |
| 12. | Candle Lights                                                    | 4:25 |
| 13. | Gracious Days (5:35)                                             |      |
| 14. | Last Christmas (Bonus Track) (5:04)                              |      |
| 15. | Winter Love (Live ver.) (CD First Press seulement)               |      |

DVD
1. Nanairo no Ashita ~brand new beat~ (PV) (七色の明日)
2. Key of Heart (PV)
3. Winter Love (PV)

BoA THE LIVE
1. Listen to my Heart
2. Valenti
3. soundscape
4. Ain't no sunshine
5. make a secret
6. Moon & Sunrise
7. Winter Love
8. Meri Kuri (メリクリ)
9. Nanairo no Ashita ~brand new beat~ (七色の明日 ~brand new beat~) (DVD First press)
10. Everlasting (DVD First press)